# Верлте
Верлте (њем. Werlte) општина је у њемачкој савезној држави Доња Саксонија. Једно је од 60 општинских средишта округа Емсланд. Према процјени из 2010. у општини је живјело 9.407 становника. Посједује регионалну шифру (AGS) 3454057.

## Географски и демографски подаци
Верлте се налази у савезној држави Доња Саксонија у округу Емсланд. Општина се налази на надморској висини од 32 метра. Површина општине износи 63,8 km². У самом мјесту је, према процјени из 2010. године, живјело 9.407 становника. Просјечна густина становништва износи 148 становника/km².

## Међународна сарадња
| Мјесто   | Држава               | Врста сарадње | Од    |
| -------- | -------------------- | ------------- | ----- |
| Брумфилд | Уједињено Краљевство | контакт       | 2000. |
| Извор    |                      |               |       |